# Nikdys nebyl
Nikdys nebyl (v anglickém originále You Were Never Really Here) je thrillerový dramatický film z roku 2017. Režie a scénáře se ujala Lynne Ramsay. Jeho námětem je stejnojmenná kniha od Jonathana Amese. Ve snímku hrají hlavní role Joaquin Phoenix, Ekaterina Samsonov, Alex Manette, John Doman a Judith Roberts.
Nedodělaná verze filmu měla premiéru na Filmovém festival v Cannes dne 27. května 2018, kde Ramsey získal ocenění za nejlepší scénář a Phoenix cenu za nejlepší herecký výkon Do kin byl film uveden 6. dubna 2018 ve Spojených státech amerických. V České republice měl premiéru dne 1. března 2018.

## Obsazení
- Joaquin Phoenix jako Joe
- Ekaterina Samsonov jako Nina Votto
- Alex Manette jako senátor Albert Votto
- John Doman jako John McCleary
- Judith Roberts jako Joeho matka
- Dante Pereira-Olson jako mladý Joe
- Alessandro Nivola jako guvernér Williams
- Frank Pando jako Angel
- Vinicius Damasceno jako Moises